# Daihatsu Applause
Daihatsu Applause — компактный автомобиль, выпускавшийся с 1989 по 2000 год японской компанией Daihatsu. Пятидверный хетчбэк на базе Daihatsu Charade с продольно-расположенным двигателем. Внешне автомобиль выглядит как обычный четырёхдверный седан, однако доступ к багажнику прикрывается не крышкой, как в седане, а полулежащей задней дверью по типу лифтбэк.

## История
Daihatsu зарекомендовала себя как бренд Toyota, специализирующийся на компактных автомобилях. Впервые в качестве прототипа был представлен в Женеве в 1989 году и стал выпускаться вместо компактного седана Daihatsu Charmant. Серийная модель появилась летом 1990 года, новая модификация — в 1997 году. Машина продавалась не только на местном рынке, но и экспортировалась в Европу.
На Applause устанавливали 1,6-литровый бензиновый двигатель HD-E с электронным впрыском топлива или карбюраторный мотор HD-F с рабочим объёмом 1,6 л.

## Рестайлинг
В 1997 году на автосалоне во Франкфурте была показана модель нового поколения с некоторыми изменениями в дизайне машины, в основном передней части кузова.
Автомобиль оснащали 4-цилиндровым 16-клапанным рядным двигателем HD-E с распределённым впрыском объёмом 1,6 л мощностью 125 л. с. (для японского рынка) и 99 л. с. (для европейского рынка). В стандартную комплектацию входили ABS, которая включала в себя гидравлический бустер и гидроусилитель рулевого управления. Подвеска независимая на винтовых пружинах. Тормоза передние дисковые вентилируемые, задние барабанные.
Производство Daihatsu Applause было закончено в декабре 1999 года, а для внутреннего рынка Японии — в марте 2000 года.